# 梅津正美
梅津 正美（うめづ まさみ 1960年11月15日 - ）は、日本の教育学者。教育学博士。鳴門教育大学教授。兵庫教育大学教授（兼職）。鳴門教育大学副学長（評価・外部資金担当）。元広島大学附属福山中学校・高等学校教諭。専門は社会科教育学（歴史教育論）。

## 略歴・人物
- 1960年 生まれる。
- 1983年 広島大学教育学部教科教育学科社会科教育学専修卒業。
- 1985年 広島大学大学院教育学研究科教科教育学専攻博士課程前期修了。
- 1985年 島根県立浜田高等学校教諭（1989年まで）。
- 1989年 島根県立津和野高等学校教諭（1993年まで）。
- 1991年 マラヤ大学基礎科学センター講師（文部省派遣）（1992年まで）。
- 1993年 広島大学附属福山中学校・高等学校教諭（1995年まで）。
- 1995年 鳴門教育大学学校教育学部助教授。
- 2003年 教育学博士、論文の題は「中等歴史教育内容改革研究−社会史教授の論理と展開−」[1]。
- 2008年 鳴門教育大学大学院学校教育研究科准教授。
- 2010年 鳴門教育大学大学院学校教育研究科教授。
- 2010年 兵庫教育大学大学院連合学校教育学研究科博士課程教授（兼職）。
- 2012年 鳴門教育大学副学長（評価・外部資金担当）。

## 研究分野
- 社会科教育学（歴史教育論）

市民性育成の観点から，社会史を基盤とする歴史教育内容編成論の研究を進めている。最近では、教科授業力を育成する教師教育プログラムの開発研究にも取り組んでいる。

## 社会的活動
- 全国社会科教育学会常任理事（平成23年4月 - ）
- 社会系教科教育学会理事・幹事（平成20年4月 - ）
- 日本社会科教育学会評議員（平成22年4月 - ）
- 鳴門社会科教育学会副会長（平成23年8月 -29年8月）
- 鳴門社会科教育学会会長（平成29年8月 - ）
- 日本教育大学協会企画委員（平成20年度 - 21年度）
- 日本教育大学協会教育政策特別委員会委員（平成21年度 - 23年度）
- 静岡県総合教育センタープロジェクト研究「授業力向上を目指す授業支援訪問」研究顧問（平成22年度 - 23年度）
- 兵庫県教育委員会「世界史の中の日本」（仮称）副読本構想委員会副委員長（平成24年 - ）
- 文部科学省指定研究開発校（神戸大学附属中等教育学校）運営指導委員（平成25年度 - ）
- 徳島県教育委員会あわ文化教育体系化検討委員会委員（平成25年度 - ）

## 所属学会
- 全国社会科教育学会
- 日本社会科教育学会
- 社会系教科教育学会
- 日本教科教育学会
- 日本教育方法学会
- 日本カリキュラム学会
- 日本教師教育学会
- 日本グローバル教育学会
- 中国四国教育学会
- 鳴門社会科教育学会